# Fabián Nsue
Fabián Nsue Nguema es un abogado de derechos humanos ecuatoguineano. Es miembro del partido político opositor al régimen de Teodoro Obiang Nguema, Unión Popular, que con frecuencia denuncia violaciones de derechos humanos y del cual se ha desempeñado como secretario general. Ha defendido a varios presos políticos en juicios.

## Actividades profesionales

### Intento de golpe de Estado en 2004
Nsue representó a un grupo de personas presuntamente involucradas en un intento de golpe de Estado en marzo de 2004, en un juicio celebrado en noviembre de ese año. Los acusados declararon que no había existido ningún intento de golpe, y que todo era un montaje del gobierno de Teodoro Obiang Nguema.  Un observador de la International Bar Association informó que el juicio no cumplió con los estándares internacionales de garantías procesales justas. El tribunal ignoró las acusaciones de tortura a los acusados; el gobierno no notificó a los acusados antes del juicio los cargos en su contra, y les denegó representación legal hasta tres días antes de que comenzara el juicio. La única evidencia presentada por la fiscalía para respaldar sus cargos fueron declaraciones hechas por los acusados bajo coacción. La solicitud de Nsue de visitar a los ocho acusados condenados en el caso fue rechazada en abril de 2005 por el Tribunal Supremo.
En 2005, él y un colega de su bufete de abogados fueron inhabilitados durante un año por el Colegio de Abogados de Guinea Ecuatorial, que los acusó de actos indeterminados de mala conducta. Esto sucedió a raíz de la defensa de Nsue a los procesados por el intento de golpe de 2004. El Colegio de Abogados no le dio a Nsue notificación previa de los cargos en su contra ni le dio la oportunidad de defenderse de ningún cargo. La International Bar Association calificó la inhabilitación como "puramente política" y describió la decisión del Colegio de Abogados como "presuntamente [hecha] en conjunto con el Gobierno". El director ejecutivo de IBA, Mark Ellis, dijo que la inhabilitación "y la manera en que esto ha sido manejado por el Colegio de Abogados en Guinea Ecuatorial es muy preocupante. Este método de intimidación significa que los abogados se mostrarán reacios a abordar casos políticamente delicados por temor a ser asociados con su cliente. La administración de justicia en Guinea Ecuatorial sigue siendo motivo de gran preocupación para la IBA ".
Nsue representó a Simon Mann, un mercenario sudafricano que fue encarcelado en 2008 por conspirar para derrocar al presidente Obiang en 2004.

### Otras defensas
Nsue defendió a Weja Chicampo, un expreso de conciencia y fundador del clandestino Movimiento para la Autodeterminación de la Isla de Bioko (MAIB).
También fue el abogado defensor de cuatro miembros de su partido, Unión Popular que fueron acusados de haber atacado el Palacio Presidencial en febrero de 2009.
En febrero de 2018, fue uno de los abogados defensores en el juicio contra 146 militantes del partido opositor Ciudadanos por la Innovación (CI), acusados de haber planeado un Golpe de Estado contra Obiang en diciembre de 2017.

## Encarcelamientos

### Encarcelamiento de 2002
En abril de 2002, según Amnistía Internacional, fue arrestado porque estaba a punto de defender a un grupo de presos políticos que posteriormente Amnistía Internacional calificó como presos de conciencia. En julio de 2002, fue juzgado por difamación al presidente Obiang y condenado a un año de prisión. Estuvo confinado durante cinco meses en la Prisión de Black Beach en Malabo. En prisión, Nsue fue torturado. Amnistía Internacional lo designó preso de conciencia.

### Encarcelamiento en 2012
El cliente de Nsue, Augustín Esono Ngoso, fue arrestado aproximadamente el 16 de octubre de 2012, supuestamente por sus supuestos vínculos con la ONG Transparencia Internacional, que había estado investigando la corrupción por parte de Obiang y su hijo Teodorín Nguema Obiang. Nsue inmediatamente comenzó a tratar de obtener permiso para ver a Esono. El 22 de octubre, el superintendente de policía Liborio Mba le dijo a Nsue que podía visitar a Esono en Black Beach. Alrededor del mediodía, Nsue fue a la prisión, pero no se le concedió acceso inmediato a su cliente. Durante el día tuvo contacto telefónico con su esposa, pero no regresó a su hogar esa noche, y al día siguiente su esposa contactó al tribunal de investigación y fue a la prisión, donde la rechazaron y le dijeron que su esposo no estaba allí, a pesar de que su auto todavía estaba en el estacionamiento.
"La desaparición de Fabian Nsue durante su visita a la prisión es motivo de grave preocupación", dijo Daniel Bekele, director para África de Human Rights Watch. "El gobierno necesita investigar urgentemente la situación, determinar si está detenido en secreto, contrario a las leyes nacionales e internacionales, y aclarar públicamente su paradero".
"La carrera de Nsue como abogado se ha dedicado a combatir la injusticia y defender la ley, incluso frente a la dura represión gubernamental", dijo Tutu Alicante, director ejecutivo de EG Justice, una ONG con sede en Estados Unidos que defiende los derechos humanos en Guinea Ecuatorial. "Las autoridades deben respetar plenamente sus derechos y aclarar su paradero sin demora".
Efectivamente, Nsue fue detenido en la prisión y recluido allí sin cama ni baño, pero no fue torturado. El 24 de octubre, su esposa fue informada de esto, pero no se le permitió verlo. Mientras estaba en la prisión de Black Beach, le dijeron a Nsue que Esono lo había implicado en "un intento de desestabilizar el país". No se le dieron detalles adicionales sobre este reclamo.
El 25 de octubre, Nsue y otros detenidos fueron trasladados a la Comisaría Central (Estación de Policía Central) en Malabo, donde lo mantuvieron en una celda grande junto con muchos otros detenidos, donde podían moverse libremente. A su esposa le permitieron visitarlo a diario y llevarle comida.
Nsue soportó nueve días de confinamiento solitario en una celda oscura. Él y otros tres detenidos fueron liberados sin cargos en la noche del 30 de octubre. Fue liberado en presencia del embajador de los Estados Unidos, que había presionado por su libertad. Esono Nsogo permaneció preso.

## Comentarios sobre los derechos humanos en Guinea Ecuatorial
Nsue le dijo a La Voz de América en 2008 que Guinea Ecuatorial es "un estado criminal dirigido principalmente por codiciosos analfabetos" y que "a pesar de que ha habido atención internacional sobre el problema de los derechos humanos en Guinea Ecuatorial, creo que la situación está empeorando". Denunció detenciones arbitrarias semanales, detenciones indefinidas sin juicio y docenas de presos políticos; se quejó de que los jueces no tenían el entrenamiento o la independencia adecuados y que las autoridades usaban supuestos intentos golpistas para acabar con las libertades básicas.